# Сапфір Стюартів

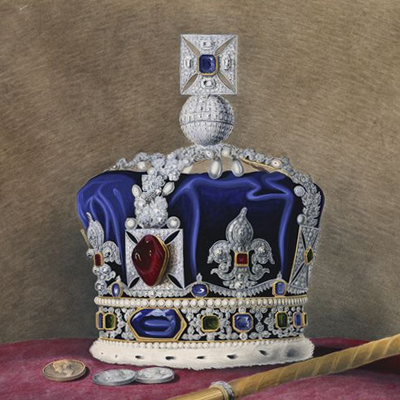
Сапфір Стюартів на передній частині Корони Британської імперії.

«Сапфір Стюартів» або «сапфір Карла II» — історичний коштовний камінь шотландської корони, за переказами, вправлений ще в корону короля Олександра II. Кромвель продав його, як і інші коронні коштовності, а Карл II Стюарт повернув до казни. За наказом Вікторії сапфір був вправлений у тильну сторону корони Британської імперії. Нині він прикрашає корону Георга VI поряд з осколками «Куллінана» (як і інші королівські регалії, корона експонується в лондонському Тауері). Розміри каменю: 3,8 см у довжину і 2,5 см завширшки. Маса: 104 карати.